# Birmingham (Alabama)
Birmingham je největší město amerického státu Alabama a okresní město Jefferson County. Zahrnuje také část Shelby County. Podle sčítání lidu z roku 2006 tam žilo 229 424 obyvatel.
Birmingham byl založen roku 1871 po americké občanské válce a vyrostl v průmyslové centrum. Byl pojmenován po Birminghamu, jednom z hlavním průmyslových měst Spojeného království. Během první poloviny 20. století byl Birmingham prvořadým průmyslovým centrem jižních Spojených států. Největší továrny Birminghamu se zaměřovaly na výrobu železa a oceli.
V průběhu 20. století se ekonomika města začala rozvětvovat. Začaly se rozrůstat bankovnictví, pojišťovnictví, lékárenství, publikování a biotechnologie. Dnes je Birmingham považován za jedno z největších obchodních center v jihovýchodních Spojených státech a je také jedním z největších bankovnických center v USA.
Obyvatelstvo je ze tří čtvrtin tvořeno černochy. Obyvatel od 60. let 20. století ubývá, což je způsobeno hlavně útěkem bělochů na předměstí. Město patří mezi desítku nejnebezpečnějších měst USA podle údajů FBI, vysoká zločinnost souvisí s nadprůměrným podílem obyvatel pod hranicí chudoby (30,7 %).
Sídlí zde University of Alabama at Birmingham.

## Demografie
Podle sčítání lidu z roku 2010 zde žilo 212 237 obyvatel.

### Rasové složení
- 22,3% Bílí Američané
- 73,4% Afroameričané
- 0,2% Američtí indiáni
- 1,0% Asijští Američané
- 0,0% Pacifičtí ostrované
- 2,0% Jiná rasa
- 1,0% Dvě nebo více ras

Obyvatelé hispánského nebo latinskoamerického původu, bez ohledu na rasu, tvořili 3,6% populace.

## Partnerská města
- An-šan, Čína
- Cobán, Argentina
- Guédiawaye, Senegal
- Gweru, Zimbabwe
- Hitači, Japonsko
- Kerak, Jordánsko
- Plzeň, Česko
- Pomigliano d'Arco, Itálie
- Roš ha-Ajin, Izrael
- Székesfehérvár, Maďarsko
- Vinnycja, Ukrajina

## Sport
Město bylo vybráno jako pořadatel XI. světových her v roce 2022.

## Slavní rodáci
- Condoleezza Riceová (* 1954), americká politička, diplomatka a profesorka politologie, v letech 2005–2009 ministryně zahraničních věcí USA
- Carl Lewis (* 1961), bývalý americký atlet, Atlet světa v letech 1988 a 1991, devítinásobný olympijských vítěz ve čtyřech různých disciplínách - běh na 100m, běh na 200m, skok daleký a štafeta na 4x100m
- Carol Lewisová (* 1963), bývalá americká atletka, dálkařka
- Courteney Cox (* 1964), americká herečka, producentka a modelka
- Walton Goggins (* 1971), americký herec
- Amber Benson (* 1977), americká herečka, scenáristka, producentka a režisérka